# Pseudomacronychus simulator
Pseudomacronychus simulator is een keversoort uit de familie beekkevers (Elmidae). De wetenschappelijke naam van de soort werd in 1945 gepubliceerd door Joseph Delève.